# Retten i Aalborg
Retten i Aalborg er en byret, hvis retskreds dækker Aalborg Kommune. Retten har til huse i Badehusvej 17 i det centrale Aalborg. Retten beskæftiger ca. 95 medarbejdere, heraf 11 dommere med retspræsidenten og 12 øvrige jurister.